# Henri Pachard
Henri Pachard, pseudonimo di Ronald Sullivan (Kansas City, 4 giugno 1939 – California, 27 settembre 2008), è stato un regista statunitense di film appartenenti al genere pornografico. Utilizzava anche gli pseudonimi Jackson St. Louis e Crystal Blue.

## Biografia
Alla fine degli anni sessanta, utilizzando il suo vero nome, Sullivan diresse una serie di sei film di genere sexploitation per il mercato grindhouse. Con la Sam Lake Enterprises di New York, diresse il suo primo film, Lust Weekend nel 1967. A questo, seguì The Bizarre Ones (1967), Scare Their Pants Off (1968) e This Sporting House, con la futura stella dell'intrattenimento per adulti Jennifer Welles, nel 1969.
Negli anni ottanta adottò l'alias "Henri Pachard". Da quel momento sino alla sua morte nel 2008, produsse e diresse dozzine di film per il mercato pornografico mainstream, fra cui The Devil in Miss Jones 2 e Blame It on Ginger, con Ginger Lynn.
Girò anche numerosi film di genere bondage, soprattutto la lunga serie Dresden Diary, oltre che di genere fetish come Blazing Bottoms e Smarty Pants! (entrambi per la LBO Entertainment).
Oltre a dirigere, ha anche recitato in piccoli ruoli in alcuni film pornografici. Fra i più celebri si possono citare Glen and Glenda (1994), parodia pornografica del film di Ed Wood del 1953 Glen or Glenda.
È morto nella propria casa il 27 settembre 2008 all'età di 69 anni, dopo una battaglia di tre anni contro il cancro. Negli ultimi mesi di vita, la moglie fu costretta a lavorare come cameraman per poter sostenere le spese mediche per il marito.

## Riconoscimenti
AVN Awards
- 1985 - Best Director - Video per Long Hard Nights[6]
- 1988 - Best Director - Video perTalk Dirty to Me, Part V[7]
- 1990 - Best Director - Film The Nicole Stanton Story, Parts 1 & 2[8]

XRCO Award
- 1986 - Best Director per Taboo American Style 1: The Ruthless Begininng[9]
- 1991 - Lifetime Achviement Award[10]
- 1997 - XRCO Hall of Fame[11]

## Filmografia

### Attore
- Roommates (1981) (cameo)
- Porn Star of the Year Contest (1984)
- Pussycat Galore (1984)
- Le infermiere dell'amore (Supergirls Do General Hospital) (1984)
- Supergirls Do the Navy (1984)
- Viva Vanessa (1984)
- Lilith Unleashed (1985)
- New York Vice (1985)
- Sex Drive (1985)
- Shauna: Every Man's Fantasy (1985)
- La signora dei cavalli (Showdown) (1985)
- Taboo American Style 1 (1985)
- Taboo American Style 2 (1985)
- Taboo American Style 4 (1985)
- Blazing Bedrooms (1986)
- Climax (1986)
- Despicable Dames (1986)
- Getting Personal (1986)
- Ginger and Spice (1986)
- Oddest Couple (1986)
- Unnatural Phenomenon (1986)
- Unnatural Phenomenon 2 (1986)
- White Women (1986)
- Adultress (1987)
- Boss (1987)
- Divine Decadence (1987)
- Sexy Delights 2 (1987)
- Art Of Passion (1988)
- Bitches of Westwood (1988)
- Boom Boom Valdez (1988)
- Conflict (1988)
- Grind (1988)
- Jane Bond Meets Thunderthighs (1988)
- Nicole Stanton Story 1 (1988)
- Once Upon a Temptress (1988)
- Sextrology (1988)
- So Deep So Good (1988)
- Saturday Night Special (1989)
- Le superscatenate (Whore) (1989)
- Bar Flies (1990)
- Beauty and the Beast 2 (1990)
- New Barbarians (1990)
- The New Barbarians 2 (1990)
- Steal Breeze (1990)
- Taboo 8 (1990)
- City of Sin 1 (1991)
- Heat Seekers (1991)
- Hothouse Rose 1 (1991)
- New Kid on the Block (1991)
- On Trial 1: In Defense of Savannah (1991)
- Vow Of Passion (1991)
- Prendilo... (Hothouse Rose 2) (1992)
- On Trial 2 (1992)
- Pink Pussycat (1992)
- Eclipse (1993)
- Fluffer (1993)
- Fluffer 2 (1993)
- Ona Zee's Sex Academy 1 (1993)
- Orgy 3 (1993)
- Voluptuous (1993)
- Glen And Glenda (1994)
- L.A. Sex On The Run: Girls Who Travel For Sex (1994)
- Legend of Barbi-Q and Little Fawn (1994)
- Psychoanal Therapy (1994)
- Stiff Competition 2 (1994)
- Anal Nurse Scam (1995)
- Big One (1995)
- Patent Leather (1995)
- Deep Seven (1996)
- In Cold Sweat (1996)
- Interview With A Milkman (1996)
- Oral Addiction (1996)
- Punishing the Sluts (1996)
- Bad Girls 7: Lust Confined (1997)
- Big Island Blues (1997)
- Domination Nation 1 (1997)
- Domination Nation 2 (1997)
- Mischievous Mistress (1997)
- Master Piece Of Ass Theatre 2: Sea Sluts (1998)
- Porno X (1998)
- Show 3 (1998)
- Special Delivery (1998)
- Wet Panty Spankers (1998)
- Broken English (1999)
- Decadent D's Big Bigger Biggest 1 (1999)
- XXX-Women (2000)
- Blonde Fury (2001)
- Satin and Sabotage (2001)
- Submissive Little Sluts 9 (2001)
- Wildlife Anal Contest 2002 (2002)
- Sopornos 4 (2003)
- Sopornos 5 (2003)
- My Thick Black Ass 15 (2004)
- Virtual Pleasure Ranch (2004)
- Celebrity Porno Poker (2005)
- Vanessa Del Rio: Latina Goddess (2006)
- Swedish Erotica 120 (2007)
- Sopornos 5 (2003)
- My Thick Black Ass 15 (2004)
- Virtual Pleasure Ranch (2004)
- Celebrity Porno Poker (2005)
- Vanessa Del Rio: Latina Goddess (2006)
- Swedish Erotica 120 (2007)

### Regista
- Girl's Best Friend (1978)
- Babylon Pink (1979)
- Budding of Brie (1980)
- October Silk (1980)
- Outlaw Ladies (1981)
- Devil in Miss Jones 2 (1982)
- Widespread Scandals of Lydia Lace (1982)
- Babylon Blue (1983)
- Between Lovers (1983)
- Mascara (1983)
- Nasty Girls (1983)
- Public Affairs (1983)
- Sexcapades (1983)
- G Strings (1984)
- Give It to Me (1984)
- Great Sexpectations (1984)
- Hostage Girls (1984)
- Hot Licks (1984)
- Jailhouse Girls (1984)
- Long Hard Nights (1984)
- Maid in Manhattan (1984)
- Matinee Idol (1984)
- Pussycat Galore (1984)
- Scenes They Wouldn't Let Me Shoot (1984)
- Sex Spa USA (1984)
- Le infermiere dell'amore (Supergirls Do General Hospital) (1984)
- Supergirls Do the Navy (1984)
- Viva Vanessa (1984)
- Bedtime Tales (1985)
- Desperatly Pleasing Debbie (1985)
- Hot Wire (1985)
- Lilith Unleashed (1985)
- Make Me Feel It (1985)
- New York Vice (1985)
- Phone Sex Fantasies (1985)
- She's So Fine (1985)
- La signora dei cavalli (Showdown) (1985)
- Taboo American Style 1 (1985)
- Taboo American Style 2 (1985)
- Taboo American Style 3 (1985)
- Taboo American Style 4 (1985)
- Wet Dreams (1985)
- Blame It on Ginger (1986)
- Brat (1986)
- Charm School (1986)
- Climax (1986)
- Club Ecstasy (1986)
- Despicable Dames (1986)
- Getting Personal (1986)
- Ginger and Spice (1986)
- Lady By Night (1986)
- Life and Loves of Nikki Charm (1986)
- Lust At Sea (1986)
- Oddest Couple (1986)
- Pumping Flesh (1986)
- Rears (1986)
- Sweet Revenge (1986)
- Unnatural Phenomenon (1986)
- Unnatural Phenomenon 2 (1986)
- White Women (1986)
- Adultery (1987)
- Adultress (1987)
- Babes in Joyland (1987)
- Babylon Pink 2 (1987)
- Babylon Pink 3 (1987)
- Divine Decadence (1987)
- Ginger Does Em All (1987)
- Hard Choices (1987)
- Harlem Candy (1987)
- Ladies Room (1987)
- Lover for Susan (1987)
- Lust Connection (1987)
- Moonlusting (1987)
- Nicki (1987)
- On The Loose (1987)
- Passion Chain (1987)
- Sexy Delights 2 (1987)
- Talk Dirty to Me 5 (1987)
- Art Of Passion (1988)
- Bitches of Westwood (1988)
- Boom Boom Valdez (1988)
- Conflict (1988)
- Debbie 4 Hire (1988)
- Fatal Passion (1988)
- Final Taboo (1988)
- Grind (1988)
- Jane Bond Meets Thunderthighs (1988)
- Kink (1988)
- Making Ends Meet (1988)
- Nicole Stanton Story 1 (1988)
- Nicole Stanton Story 2 (1988)
- Once Upon a Temptress (1988)
- Outlaw Ladies 2 (1988)
- Phone-Mates (1988)
- Samantha and the Deep Throat Girls (1988)
- Satisfaction Jackson (1988)
- Search For An Angel (1988)
- Sex Lives of the Rich And Famous 1 (1988)
- Sex Lives of the Rich And Famous 2 (1988)
- Sextrology (1988)
- Sexual Power (1988)
- She's So Fine 2 (1988)
- Slut (1988)
- So Deep So Good (1988)
- Suzie Superstar: the Search Continues (1988)
- Talk Dirty to Me 6 (1988)
- America's Most Wanted Girl (1989)
- Bodies in Heat 2 (1989)
- Call Girls in Action (1989)
- Diaries Of Fire And Ice 1 (1989)
- Diaries Of Fire And Ice 2 (1989)
- Head Coeds Society (1989)
- Kinky Business 2 (1989)
- Night of the Living Debbies (1989)
- Phantom of the Cabaret 1 (1989)
- Phantom of the Cabaret 2 (1989)
- Power Blonde (1989)
- Saturday Night Special (1989)
- Who Shaved Lynn LeMay (1989)
- Wicked Sensations 2 (1989)
- Wild Heart (1989)
- AC/DC (1990)
- Another Secret (1990)
- Bar Flies (1990)
- Black in the Saddle (1990)
- Body Heat (1990)
- Dirty Lingerie (1990)
- Earth Girls Are Sleazy (1990)
- Fantasy Nights (1990)
- Female Persuasion (1990)
- Femmes On Fire (1990)
- Girl Country (1990)
- Heartthrob (1990)
- Hot On Her Tail (1990)
- Jailhouse Blues (1990)
- Laze (1990)
- Licensed To Thrill (1990)
- Live Bait (1990)
- Monaco Falcon (1990)
- New Barbarians 1 (1990)
- The New Barbarians 2 (1990)
- Paris by Night (1990)
- Power (1990)
- Pyromaniac (1990)
- Racquel Untamed (1990)
- Rear Burner (1990)
- Renegade (1990)
- Sam's Fantasy (1990)
- Sea Of Love (1990)
- Secret (1990)
- Shaving (1990)
- Silver Tongue (1990)
- Simply Irresistible (1990)
- St. Tropez Lust (1990)
- Steal Breeze (1990)
- Supertung (1990)
- Taboo 8 (1990)
- Touch Of Gold (1990)
- 2 of a Kind (1991)
- Alone And Dripping (1991)
- Anal Addiction 3 (1991)
- Babes (1991)
- Bianca Trump's Tower (1991)
- Bi-guy (1991)
- Body Heat (1991)
- City of Sin 1 (1991)
- Crossing Over (1991)
- Crude (1991)
- Desert Fox (1991)
- Don't Bother To Knock (1991)
- Enema Obedience (1991)
- Every Woman Has A Secret (1991)
- Forbidden Desires (1991)
- French ConneXXXion (1991)
- Heat Seekers (1991)
- Hot Licks (1991)
- Hothouse Rose 1 (1991)
- Innocent Woman (1991)
- King Tung Egyptian Lover (1991)
- Little Irresistible (1991)
- Madam X (1991)
- Midnight Angel (1991)
- No Men 4 Miles (1991)
- No Tell Motel (1991)
- Nothing Personal (1991)
- Obsession (1991)
- Perfect Stranger (1991)
- Precious Peaks (1991)
- Pro Ball (1991)
- Purely Sexual (1991)
- Putting It All Behind (1991)
- Rear Admiral (1991)
- Rebel (1991)
- Scented Secrets (1991)
- Sex Pistol (1991)
- Shot From Behind (1991)
- Skin Deep (1991)
- Sleeping Around (1991)
- Summer Heat (1991)
- Sweet Poison (1991)
- Transformed (1991)
- Twin Cheeks 1 (1991)
- Twin Cheeks 2 (1991)
- Twin Cheeks 3 (1991)
- Virgin Spring (1991)
- We're No Angels (1991)
- Wild At Heart (1991)
- Wire Desire (1991)
- Anal Adventures 1 (1992)
- Anal Adventures 2 (1992)
- Anal Adventures 3 (1992)
- Anal Adventures 4 (1992)
- Buffy the Vamp (1992)
- Cat Fight (1992)
- Enema Bondage (1992)
- Girls Of Summer (1992)
- Hot Shoes (1992)
- Prendilo... (Hothouse Rose II) (1992)
- Journey into Servitude: Pleasures of Ultimate Humiliation (1992)
- Latex Submission 1 (1992)
- Mistress Jacqueline's Slave School (1992)
- Office Heels (1992)
- Ride 'em Hard (1992)
- Rites Of Passage: Transformation Of A Student To A Slave (1992)
- Rock Her (1992)
- Screamer (1992)
- Single White Woman (1992)
- Street Angels (1992)
- Strict Affair - Lessons In Discipline And Obedience (1992)
- Student Nurses (1992)
- Sweet as Honey (1992)
- Tailiens (1992)
- Tailiens 2 (1992)
- Tailiens 3 (1992)
- Tiffany Mynx Affair (1992)
- Total Exposure (1992)
- Twin Cheeks 4 (1992)
- White Chicks Can't Hump (1992)
- Witching Hour (1992)
- American Garter (1993)
- Butt Boss (1993)
- Cherry Cheeks (1993)
- Double D Domination (1993)
- Eclipse (1993)
- Fantasy Exchange (1993)
- Fluffer (1993)
- Fluffer 2 (1993)
- Forbidden (1993)
- Heidi-gate (1993)
- Hunger (1993)
- Incredible Dreams (1993)
- Latex Submission 2 (1993)
- Licking Legends 1 (1993)
- Licking Legends 2 (1993)
- Maid for Punishment (1993)
- My Way (1993)
- Obey Me Bitch (1993)
- Obey Me Bitch 2 (1993)
- Obey Me Bitch 3 (1993)
- Obey Me Bitch 4 (1993)
- Panties (1993)
- Raunch 7 (1993)
- Rituals (1993)
- Servin' It Up (1993)
- Sex Ranch (1993)
- Sharon Kane TV Tamer (1993)
- Slow Hand (1993)
- Split Decision (1993)
- Storehouse of Agony 1 (1993)
- Storehouse of Agony 2 (1993)
- Ultimate Surrender of a Slave...The Final Bond (1993)
- Unashamed (1993)
- Vagina Town (1993)
- Voluptuous (1993)
- Working Stiffs (1993)
- All That Jizm (1994)
- Black Nurse Fantasies (1994)
- Heart Breakers (1994)
- Jaded Love (1994)
- My Boyfriend's Black (1994)
- Sabotage (1994)
- Secret Urges (II) (1994)
- Sexual Misconduct (1994)
- Stylin' (1994)
- Swedish Erotica 74 (1994)
- Swedish Erotica 76 (1994)
- Tight Lips (1994)
- Tracey's Academy Of DD Dominance (1994)
- Warehouse Wenches (1994)
- Warehouse Wenches 2 (1994)
- Anal Misconduct (1995)
- Anal Nurse Scam (1995)
- Anal Playground (1995)
- Anal Shame (1995)
- Black Aces (1995)
- Contrast (1995)
- Dare You (1995)
- Dildo Debutantes (1995)
- Infamous Crimes Against Nature (1995)
- Lady's Choice (1995)
- Patent Leather (1995)
- Slave Quarters (1995)
- Swedish Erotica 77 (1995)
- Swedish Erotica 78 (1995)
- Swedish Erotica 79 (1995)
- Swedish Erotica 80 (1995)
- Swedish Erotica 81 (1995)
- Swedish Erotica 82 (1995)
- Swedish Erotica 83 (1995)
- Swedish Erotica 84 (1995)
- Swedish Erotica 85 (1995)
- Venom (1995)
- Wasted (1995)
- Anal Alley (1996)
- Anal Witness 1 (1996)
- Ariana Unleashed (1996)
- Deep Seven (1996)
- Director's Wet Dreams (1996)
- Domina 2: Every Inch A Lady (1996)
- Domina 4 (1996)
- Domina 5: Whipper Snapper (1996)
- Domina 6 (1996)
- Domina 7 (1996)
- Domina 8 (1996)
- Hollywood Hookers (1996)
- Horny Housewife (1996)
- Road Kill (1996)
- Spazm 1: Point Blank (1996)
- Underground (1996)
- Underground 2: Subway to Sodom (1996)
- Underground 3: Sit On This! (1996)
- Venom 2 (1996)
- Venom 3 (1996)
- Venom 4 (1996)
- Venom 5 (1996)
- Venom 6 (1996)
- Viet Tran (1996)
- Wild Wild Chest 2 (1996)
- Agony Of Ariana (1997)
- Amazon Syndrome (1997)
- Anal Witness 2: No Prisoners (1997)
- Anal Witness 3: Going Deeper (1997)
- Bad Boyz Good Girlz (1997)
- Bitch Boy (1997)
- Cross Sexxion (1997)
- Decadence and Denial (1997)
- Enemas And Accidents (1997)
- Forced Feminine Training (1997)
- Hooker's Diary (1997)
- Hung Out Wet (1997)
- Inquiring Star: Men into Women (1997)
- Laced and Lashed (1997)
- Latex and Decadence (1997)
- Mandingo Mistress (1997)
- Milk Maid Nurses (1997)
- Mischievous Mistress (1997)
- Nikki And The Transvestites (1997)
- Nikki's Cruelty (1997)
- Perverse Treachery (1997)
- Shoe Slutz (1997)
- Spandex Spankers (1997)
- Spazm 2: Rapid Fire (1997)
- Spazm 3 (1997)
- TV Nurses in Bondage (1997)
- Viper (1997)
- Viper 2 (1997)
- Viper 3 (1997)
- Water Discipline (1997)
- A Transvestite's First Blowjob (1998)
- Bathroom Bondage Beauties (1998)
- Black Submissive And Pregnant (1998)
- Bound Whipped And Milked (1998)
- Dildo's Of Darkness (1998)
- Enema Bound (1998)
- High Heeled Tramps (1998)
- Latex Pervo (1998)
- Savage Sex Mistress (1998)
- Semen Slave (1998)
- Sex Slaves (1998)
- Sexually Submissive Transvestite (1998)
- Sodomy Servant (1998)
- Transsexual Treachery (1998)
- TV Virgin (1998)
- Wet Panty Spankers (1998)
- 18 Inch Anal Club (1999)
- Blonde Squirt 1 (1999)
- Boss Bitches 1 (1999)
- Boss Bitches 2 (1999)
- Chaos In Da Jungle (1999)
- Chocolate Jawbreakers (1999)
- Chubby Chasers (1999)
- Curbside Cuties 3 (1999)
- Dirty Little Sex Brats 4 (1999)
- Dirty Little Sex Brats 5 (1999)
- Dirty Little Sex Brats 6 (1999)
- Dirty Little Sex Brats 7 (1999)
- Dirty Little Sex Brats 8 (1999)
- Dirty Little Sex Brats 9 (1999)
- Granny Takes A Squirt (1999)
- Interview With An 18" (1999)
- King Of Cocks (1999)
- Rookie Scouting Report (1999)
- Squirt Next Door (1999)
- Squirting Starr (1999)
- True Hooker Stories (1999)
- 18 and Eager 2 (2000)
- Dirty Little Sex Brats 10 (2000)
- Dirty Little Sex Brats 11 (2000)
- Dirty Little Sex Brats 14 (2000)
- Dirty Little Sex Brats 15 (2000)
- Divine Squirt (2000)
- Pigtails 1 (2000)
- Pigtails 2 (2000)
- Pigtails 3 (2000)
- Submissive Little Sluts 2 (2000)
- Submissive Little Sluts 3 (2000)
- Submissive Little Sluts 4 (2000)
- Submissive Little Sluts 5 (2000)
- Submissive Little Sluts 6 (2000)
- Submissive Little Sluts 7 (2000)
- Submissive Little Sluts 8 (2000)
- Taste of Shanna... She Squirts (2000)
- Toilet Tramps (2000)
- Geisha Gusher (2001)
- Locker Room Girls (2001)
- Neon Bed (2001)
- Submissive Little Sluts 10 (2001)
- Submissive Little Sluts 9 (2001)
- Body (2002)
- Nasty Girls Video Road Show (2002)
- They Make Me Do Things 1 (2002)
- They Make Me Do Things 2 (2002)
- They Make Me Do Things 3 (2002)
- Contortionist (2003)
- Girl's Affair 68 (2004)
- Captured for Cock Tease (2005)
- E.R. Nurse Cock Tease (2005)
- Fuck Face (2005)
- Women On Top Of Men 1 (2005)
- Toilet Bowl Bitches (2006)
- I Got Creampied 1 (2007)
- Whore Stories (2007)
- Enticed By My Friends Mom (2008)
- Barely Legal Troublemakers (2009)